# 方文山
方文山（英語：Vincent Fang，1969年1月26日—），臺灣歌曲填詞人、作家、導演、編劇、唱片公司合夥人、詩人和出版經營者，曾獲得第13屆金曲獎和第19屆金曲獎「最佳作詞人獎」。

## 簡歷
方文山出生於花蓮縣富里鄉學田村，籍貫江西于都，五歲隨父母遷居桃園縣:183，是一名客家人，畢業於桃園市私立成功高級工商職業學校電子科。
基於對音樂創作的喜愛，他自製一本歌詞大全並向唱片公司自薦，最終獲得臺灣主持人吳宗憲賞識，簽約成為「阿爾發唱片」的作詞人、「憲憲家族」成員。
由於早期和周杰倫一同合作並建立深厚交情，方文山儼然成為了周杰倫專用作詞人，並與周杰倫共同製作出許多受到聽眾歡迎的作品，如《印地安老斑鳩》、《反方向的鐘》、《愛在西元前》、《忍者》、《雙截棍》、《爺爺泡的茶》、《東風破》、《米蘭小鐵匠》、《七里香》、《夜曲》、《本草綱目》、《我不配》、《霍元甲》、《黃金甲》、《不能說的秘密》、《蘭亭序》、《說好的幸福呢》、《龍戰騎士》、《髮如雪》、《威廉古堡》、《青花瓷》、《止戰之殤》、《手寫的從前》、《告白氣球》、《不該》、《煙花易冷》等等。方文山更與周杰倫一同成立杰威爾音樂，由此觀之，周杰倫的成功和方文山有分不開的關係。周杰伦曾如此描述自己的曲和方文山的词：“我的曲如果没有方文山的词不会中（“中”是受欢迎之意），方文山的词如果没有我的曲，也不会中。”

## 作品特色
和周杰倫一樣，方文山雖然只有高職的學歷，但他在文藝方面的閱讀很廣泛，自謙是章節式的閱讀。

## 副業
「華人版圖文化事業有限公司」即「華人版圖出版社」，由吳宗憲創立並作為大股東，與周杰倫、方文山共同投資，方文山擔任總編輯，後來吳將公司轉讓給方文山。
2014年中華民國台北市長選舉，方文山為候選人連勝文的競選歌曲填詞，他對此表示自己沒有任何政治立場，該次選舉亦有幫助民進黨立法委員寫詞。

## 填詞作品

### 1999年
- 江　蕙 – 落雨聲
- 吳宗憲 – 你比從前快樂
- 吳宗憲 – 傷心的樹
- 吳宗憲 – 只愛你自己（與吳宗憲合填）
- 康晉榮 – 電燈泡
- 康晉榮 – 世界最冷那一天
- 許茹芸 – 禁止悲傷
- 溫　嵐 – 第六感（與吳宗憲合填）
- 溫　嵐 – 醉後
- 溫　嵐 – 胡同裡有隻貓

### 2000年
- 古巨基 – 夜空的精靈
- 吳宗憲 – 脫離軌道
- 吳宗憲 – 不愛我的畫面
- 周杰倫 – 完美主義
- 周杰倫 – 娘子
- 周杰倫 – 鬥牛
- 周杰倫 – 印地安老斑鳩
- 周杰倫 – 反方向的鐘
- 咻比嘟嘩 – 九十九種浪漫
- 咻比嘟嘩 – 我就是這樣（與陳錚、張榮容合填）
- 迪克牛仔 – 出賣心碎
- 動力火車 – 不要再說愛我

### 2001年
- 4 in Love – 他到底哪一點好
- 孔令奇 – 不關它的事
- 孔令奇 – Should I Stay Should I Go
- 任賢齊 – 絕望生魚片
- 吳宗憲 – 為什麼
- 呂　方 – 悲傷的斜對面
- 李　玟 – 刀馬旦
- 周杰倫 – 愛在西元前
- 周杰倫 – 忍者
- 周杰倫 – 上海 一九四三
- 周杰倫 – 對不起
- 周杰倫 – 威廉古堡
- 周杰倫 – 雙截棍
- 施文彬 – 劇本
- 康晉榮 – 電燈泡(2)
- 康晉榮 – 刀鋒邊緣
- 許茹芸 – 白紙黑字
- 溫　嵐 – Can U Feel It（與林邁可合填）
- 溫　嵐 – 北斗星（與溫嵐合填）
- 溫　嵐 – L.A.N.D.Y（與林邁可合填）
- 溫　嵐 – 眼淚知道
- 溫　嵐 – 蒲公英
- 溫　嵐、林邁可 – 動心
- 劉德華 – 一壺鄉愁

### 2002年
- Energy – Come On
- S.H.E – 熱帶雨林
- 可米小子 – 我忍住哭
- 江美琪 – 對你而言
- 李　玟 – 愛琴海
- 周杰倫 – 半獸人
- 周杰倫 – 龍拳
- 周杰倫 – 火車叨位去
- 周杰倫 – 爺爺泡的茶
- 周杰倫 – 米蘭的小鐵匠
- 周杰倫 – 最後的戰役
- 芮　恩 – 白色羽毛
- 芮　恩 – 你管我
- 芮　恩 – 是誰
- 芮　恩、Forte – 天亮當朋友
- 品　冠 – 離我遠一點（與周傳雄合填）
- 品　冠、黃嘉千 – 愛情轉彎的地方
- 孫燕姿 – 直來直往
- 祝釩剛 – 紅酒
- 梁朝偉 – 風沙
- 許志安 – 玫瑰凋謝
- 許慧欣 – 快樂為主
- 溫　嵐 – 藍色雨
- 溫　嵐 – 不吵不鬧
- 溫　嵐 – 走
- 溫　嵐 – 你活該
- 潘瑋柏 – 壁虎漫步
- 潘瑋柏 – X Spy
- 潘瑋柏 – 站在你這邊
- 潘瑋柏 – 學不會

### 2003年
- Energy – 無懈可擊（與Energy合填）
- S.H.E – 河濱公園
- S.H.E – 北歐神話
- 丁菲飛 – 敦煌
- 五分之一 – 什麼都不管
- 方皓玟 – 女人不是貓
- 伍思凱 – 婆娑世界
- 朱安禹 – 515ㄚㄚ
- 周杰倫 – 三年二班
- 周杰倫 – 東風破
- 周杰倫 – 同一種調調
- 周杰倫 – 她的睫毛
- 周杰倫 – 雙刀
- 周杰倫 – 斷了的弦
- 阿　杜 – 退讓
- 梁靜茹 – Tiffany
- 游艾迪 – 月牙泉
- 游艾迪 – 變天
- 楊　坤 – 月亮可以代表我的心
- 蔡依林 – 布拉格廣場
- 蔡依林 – 爆米花的味道

### 2004年
- S.H.E – 候鳥
- 周杰倫 – 我的地盤
- 周杰倫 – 七里香
- 周杰倫 – 亂舞春秋
- 周杰倫 – 園遊會
- 周杰倫 – 止戰之殤
- 明萌派 – 茶湯
- 林俊傑 – 子彈列車
- 信樂團、戴愛玲 – 千年之戀
- 南拳媽媽 – 嘻遊記
- 南拳媽媽 – 哈里路亞
- 南拳媽媽 – 說妳需要我
- 南拳媽媽 – 家
- 范逸臣、殷　悅 – 誤會
- 張智成 – 沒有你
- 溫　嵐 – 人來瘋
- 溫　嵐 – 愛到底
- 溫　嵐 – 慵懶
- 蔡依林 – 倒帶

### 2005年
- Keith Stuart、信 – 棋王
- S.H.E – 月桂女神
- Twins – 瓶中沙
- Yummy – 羅密歐與四個茱麗葉
- 余文樂 – 風雨
- 周杰倫 – 夜曲
- 周杰倫 – 藍色風暴
- 周杰倫 – 髮如雪
- 周杰倫 – 浪漫手機
- 周杰倫 – 麥芽糖
- 周杰倫 – 飄移
- 周杰倫 – 一路向北
- 周杰倫、梁心頤 – 珊瑚海
- 周傳雄 – 離我遠一點（與周傳雄合填）
- 阿　桑 – 一直很安靜
- 南拳媽媽 – 牡丹江
- 柯有綸 – 哭笑不得
- 柯有綸 – Forever Friend
- 柯有綸 – 倒數計時
- 陳慧琳 – 你太冷靜
- 溫　嵐 – 女力
- 溫　嵐 – 滿月
- 蔡詩蕓 – 一臉清秀
- 蔡詩蕓 – 塔羅牌戀人

### 2006年
- 刀　郎 – 大敦煌
- 江美琪 – 妹妹
- 周杰倫 – 霍元甲
- 周杰倫 – 本草綱目
- 周杰倫 – 心雨
- 周杰倫 – 迷迭香
- 周杰倫 – 菊花台
- 周杰倫 – 黃金甲
- 周杰倫、費玉清 – 千里之外
- 南拳媽媽 – 花戀蝶
- 南拳媽媽 – 時間若倒退
- 洪俊揚 – 沙沙的誰
- 容祖兒、羅志祥 – 飆汗
- 許慧欣 – 詩水蛇山神廟
- 葉德嫻 – 孩子們沉睡
- 潘瑋柏 – 機會
- 潘瑋柏 – 戲如人生
- 蔡依林 – 心型圈
- 藍又時 – 曾經太年輕
- 郭富城 – 愛情

### 2007年
- 周杰倫 – 不能說的秘密
- 周杰倫 – 青花瓷
- 周杰倫 – 陽光宅男
- 周杰倫 – 蒲公英的約定
- 周杰倫 – 無雙
- 周杰倫 – 我不配
- 周杰倫 – 扯
- 周杰倫 – 甜甜的
- 南拳媽媽 – 我們
- 郁可唯 – 茶湯
- 容祖兒 – 小小
- 張韶涵 – 親愛的 那不是愛情
- 許茹芸 – 手寫愛
- 陳奕迅 – 煙味
- 劉德華 – 一
- 蔡詩蕓 – 花漾霓紅
- 蔡詩蕓 – 天生慢熟
- 蔡詩蕓 – 女兒紅

### 2008年
- 丁　噹 – 蘋果光
- 江語晨 – 分手倒數
- 江語晨 – 十五號公路
- 吳建飛 – 聽說
- 周杰倫 – 周大俠
- 周杰倫 – 千山萬水
- 周杰倫 – 龍戰騎士
- 周杰倫 – 魔術先生
- 周杰倫 – 說好的幸福呢
- 周杰倫 – 蘭亭序
- 周杰倫 – 流浪詩人
- 林俊傑 – 醉赤壁
- 信 – 魂
- 南拳媽媽 – 淚妝
- 梁靜茹 – 我們就到這

### 2009年
- 伍思凱 – 故事的第一行
- 袁詠琳 – 你不愛我了（與袁詠琳合填）
- 袁詠琳 – 舞帶威脅
- 袁詠琳 – 那年我們一起許願
- 袁詠琳、周杰倫 – 畫沙
- 許志安 – 葬花笛
- 潘瑋柏 – 親愛的

### 2010年
- 大墩國中校歌 – 希望森林
- 吳奇隆 – 狼牙色大地
- 周杰倫 – 煙花易冷
- 周杰倫 – 雨下一整晚
- 周杰倫 – 嘻哈空姐
- 周杰倫 – 我落淚·情緒零碎
- 周杰倫 – 愛的飛行日記
- 周杰倫、洪榮宏– 阿爸
- 周秀娜 – 龍鱗
- 林奕匡 – 雨落大地
- 宋祖英 – 黄浦江深
- 蔡依林 – 台灣的心跳聲
- 何潤東-我記得我愛過

### 2011年
- Super Junior-M – 幸福微甜
- 余文樂 – 默背妳的心碎
- 李玉剛 – 逐夢令
- 周杰倫 – 驚嘆號
- 周杰倫 – 迷魂曲
- 周杰倫 – 琴傷
- 周杰倫 – 世界未末日
- 周杰倫 – 超跑女神
- 周　蕙 – 故事的某段
- 岳　薇 – 鐘樓上的月光
- 林俊傑 – 故事細膩
- 郁可唯–茶湯
- 袁詠琳 – Come On（與袁詠琳合填）
- 袁詠琳、浪花兄弟 – 瑰寶
- 鄔禎琳 – 輕輕親
- 壽君超 – 功夫英雄
- 劉力揚 – 一句一傷
- 潘瑋柏 – 我的電話（與曾真如合填）
- 魏　晨 – 伊人

### 2012年
- Angelababy – 都要微笑好嗎
- Angelgirl – 花木兰
- 方大同 – 千紙鶴
- 李宇春 – 刀鋒偏冷
- 周杰倫 – 四季列車
- 周杰倫 – 公公偏頭痛
- 周杰倫 – 明明就
- 周杰倫 – 傻笑
- 周杰倫 – 比較大的大提琴
- 周杰倫 – 紅塵客棧
- 曹　格 – 荒謬英雄
- 曹　格 – 不太乖
- 溫　嵐 – 淚不停

### 2013年
- 周杰倫 – 天台的月光
- 明　道 – 淚風乾
- 柯有倫 – 故事畫面
- 孫協志 – 緊握幸福
- 徐佳瑩 – 在旅行的路上
- 張逸帆 – 漢服青史
- 許慧欣 – 一個人唱歌
- 陶晶瑩 – 嗯嘛
- 曾志伟、麥烝瑋、雪　糕 – 波爺
- 費玉清、張靚穎 – 山水合璧
- 楊丞琳 – 為愛啟程
- 鄭家星 – 心事酒館
- 魏如昀 – 聽見下雨的聲音

### 2014年
- 周杰倫 – 陽明山
- 周杰倫 – 天涯過客
- 周杰倫 – 一口氣全唸對
- 周杰倫 – 手寫的從前
- 周杰倫 – 鞋子特大號
- 周杰倫 – 聽見下雨的聲音
- 周杰倫、袁詠琳 – 怎麼了
- 林俊傑 – 茉莉雨
- 品　冠 – 說不出口的痛
- 夏米雅 – 日記
- 常思思 – 漢服青史
- 張靚穎 – 無字碑
- 郭富城、羅志祥、蔡依林 – Shake Your Body
- 傅又宣 – 愛．這件事情

### 2015年
- A-Lin – 櫻花湖
- TFBOYS – 戀西遊
- 利得彙 – 美是種自由
- 防彈少年團 – Boy in Luv（中文版）
- 林俊傑 – 有夢不難
- 徐　嬌 – 武娘
- 袁詠琳 – 春梅
- 葉懷佩 – 越唱越大聲

### 2016年
- 王力宏、譚維維 – 緣分一道橋
- 周杰倫 – 床邊故事
- 周杰倫 – 說走就走
- 周杰倫 – 一點點
- 周杰倫 – 告白氣球
- 周杰倫 – Now You See Me
- 周杰倫、張惠妹 – 不該（电视剧《幻城》主题曲）
- 金鐘國 – 恨幸福來過
- 南拳媽媽 – 東山再起（與周杰倫、宋建彰合填）
- 派偉俊 – 敵人是誰
- 派偉俊、周杰倫 – Try
- 郁可唯 – 夜落初雪
- 袁詠琳 – 我愛我自己
- 黃雨勛 – 愛如櫻

### 2017年
- 王力宏 – 聽愛
- 周二珂 – 楓紅
- 林俊傑 – 我繼續
- 金鐘國 – 我的愛不用還
- 派偉俊 – 奇市江湖
- 孫燕姿 – 超人類
- 張靚穎 – 十里桃花
- 黃致列 – 夢已落地
- 譚詠麟、A-Lin – 遊子（與崔恕、陳少琪合填）

### 2018年
- 王俊凱 – 我在誅仙逍遙澗
- 周　深 – 雲裳羽衣曲
- 易烊千璽 – 丹青千里
- 派偉俊 – 不醒之城
- 許魏洲 – 橙色天空
- 霍　尊 – 世外蓬萊
- 通往世界的窗（香港中文大学（深圳）学勤书院院歌）[10]

### 2019年
- 李宇春 – 詠春
- 周杰倫 – 我是如此相信
- 周杰倫、五月天阿信 – 說好不哭
- 林俊傑 – 將故事寫成我們
- 曹　楊 – 聽說有間店

### 2020年
- 李芷婷 – 遠走他鄉
- 周　深 – 花西子
- 林俊傑 – 離開的那一些
- 張學友 – 等風雨經過
- 曹　楊 – 為誰美麗
- 曹　楊 – 妳說妳還不了

### 2021年
- A-SOUL – 傳說的世界
- 王力宏 – 天地龍鱗
- 任哲兄弟 – 赤子心
- 周　蕙 – 釀月光
- 韓　庚、尼　坤、朴寶藍、Kristian Kostov 克里斯 – 舞動成都
- 蘇思蓉 – 赤子心

### 2022年
- 周杰倫 – 還在流浪
- 周杰倫 – 紅顏如霜
- 周杰倫 – 錯過的煙火
- 周杰倫 – 粉色海洋
- 周杰倫 – 倒影
- 弦　子 – 以夢為名
- 飛兒樂團 – 龍的崛起
- 夏鳴星 – 不會有時差
- 張藝興 – 天下安康
- 蔣雪兒 – 江南家書
- 劉宇寧 – 虎嘯春來
- 蕭敬騰、歐陽娜娜、陳立農、張杰、袁婭維 – 我們同唱一首歌
- 林俊傑 – 7千3百多天（JJ林俊傑JJ20世界巡迴演唱會主題曲）
- 任嘉倫 – 一鏡到底

### 2023年
- 黄俊融 – 我懂我自己

### 2024年
- 劉歡 – 青銅（原神×三星堆博物館聯動推廣曲）
- 周興哲 – 青春要用幾行詩來寫（電視劇《顏心記》推廣曲）
- 曾沛慈 – 孫尚香（曾沛慈音樂會概念主題曲）

## 著作
- 《吳宗憲的深情往事》
- 《半島鐵盒》
- 《演好你自己的偶像劇》
- 《關於方文山的素顏韻腳詩》
- 《中國風：歌詞裡的文字遊戲》
- 《青花瓷：隱藏在釉色裡的文字秘密》
- 《方道·文山流》
- 《亲爱的，我们活在最好的年代》
- 《天青色等煙雨》

## 導演
- 愛到底 之 《華山.24》電影
- 《聽見下雨的聲音》電影
- 《珊瑚海》MV
- 《蘭亭序》MV
- 《天涯過客》MV

## 專欄
- 《時報周刊》〈方道文山流〉

## 網路劇
- 2015年 阿宪走着瞧 客串

## 獎項紀錄
- 中華音樂人交流協會年度十大單曲：《印地安老斑鳩》
- 入圍 第十二屆金曲獎最佳作詞人：《娘子》
- 第十三屆金曲獎最佳作詞人：《威廉古堡》
- 中華音樂人交流協會年度十大單曲：《威廉古堡》
- 入圍 第十三屆金曲獎最佳作詞人：《愛在西元前》
- 入圍 第十三屆金曲獎最佳作詞人：《上海一九四三》
- 入圍 第二屆馬來西亞紅人獎最佳作詞人：《愛在西元前》
- 第二屆馬來西亞紅人館十大紅人金曲獎：《愛在西元前》
- 入圍 第十四屆金曲獎最佳作詞人獎：《爺爺泡的茶》
- 第三屆香港音樂風雲榜港台年度最佳填詞獎：《直來直往》
- 入圍 第十五屆金曲獎最佳作詞人獎：《東風破》
- 中華音樂人交流協會年度十大單曲：《東風破》
- 2003Music IN中國TOP排行榜香港/台灣年度金曲：《東風破》
- 2003年十一屆中國歌曲排行榜最受歡迎歌曲：《東風破》
- 第一屆SONYNETMD天地英雄榜十佳單曲：《東風破》
- 第四屆百事音樂風雲榜年度港台及海外華人最佳作詞：《東風破》
- 第四屆百事音樂風雲榜港台十大金曲：《三年二班》《東風破》
- 第四屆華語音樂傳媒大獎年度最佳歌曲：《東風破》
- 第四屆華語音樂傳媒大獎年度十大華語歌曲：《東風破》
- 2004MusicRadioTOP排行榜年度最佳港台作詞：《七里香》
- 入圍 第十六屆金曲獎最佳作詞人獎：《止戰之殤》
- 第十一屆全球華語音樂榜中榜年度最佳歌曲：《七里香》
- 第五屆百事音樂風雲榜最佳作詞獎：《七里香》
- 第五屆百事音樂風雲榜港台十大金曲：《七里香》
- 2005年HITO流行音樂獎年度聽眾最愛歌曲：《七里香》
- 2005年HITO流行音樂獎年度十大華語歌曲：《七里香》
- 第十二屆中國歌曲排行榜最受歡迎歌曲獎：《七里香》
- 入圍2005年第四十二屆金馬獎最佳原創電影歌曲：《飄移》
- 2005 MusicRadio中國Top排行榜最佳港台作詞：《夜曲》
- 第十二屆全球華語音樂榜中榜年度最佳歌曲：《夜曲》
- 新城勁爆國語歌曲：《夜曲》
- 中華音樂人交流協會年度十大單曲：《夜曲》
- 入圍 第十七屆金曲獎最佳作詞人：《髮如雪》
- 入圍 第十八屆金曲獎最佳作詞人：《菊花台》
- 2007年第二十六屆香港電影金像獎最佳電影主題曲作詞人：《菊花台》
- 2007年第四十四屆金馬獎最佳原創電影主題曲：《不能說的秘密》
- 2008年第十九屆金曲獎最佳作詞人：《青花瓷》
- 入圍 2011年第二十二屆金曲獎最佳作詞人：《煙花易冷》
- 入圍 2023年第一屆浪潮音樂大賞最佳作詞：《紅顏如霜》

## 外部連結
- 方文山官方網站
- 方文山的新浪微博
- 方文山在互联网电影资料库（IMDb）上的資料（英文）
- 方文山在豆瓣上的资料（简体中文）
- 方文山在时光网上的簡介（简体中文）
- 方文山在香港影庫上的簡介
- 在AllMovie上方文山的頁面（英文）